# Assiriologia
Assiriologia (do grego antigo: Ἀσσυρίᾱ, transl. Assyriā, "Assíria"; e o sufixo -λογία, -logia) é o estudo arqueológico, histórico e linguístico da antiga Mesopotâmia e das culturas relacionadas a este território e que se utilizavam da escrita cuneiforme.
O campo abrange não apenas a Assíria, como diz o nome, mas todas as culturas da região mesopotâmica. Isso inclui a Babilônia, que eventualmente conquistou a Assíria, a Suméria e as cidades-estado Sumério-Acádias, que antecederam as duas outras civilizações, a cidade-estado de Ebla, as dinastias estrangeiras que se estabeleceram no sul da Mesopotâmia (incluindo os Caldeus, os Arameus, os Suteanos, os Cassitas e os Amoritas) e, até certo ponto, os assentamentos pós-imperiais da região, incluindo a região assíria do Império Aquemênida e a província romana da Assíria. Alguns assiriólogos defendem a teoria da continuidade assíria, e estudam a trajetória do povo Assírio até a era contemporânea como uma progressão contínua e não interrompida.
Um grande número de tabuletas de argila com textos cuneiformes entalhados sobre elas, que foram preservadas desde este período até os dias de hoje, fornecem um enorme conjunto de recursos ao estudo destas civilizações.
As primeiras cidades da região - e do mundo - como Ur têm um valor inestimável arqueológico ao estudo do crescimento do fenômeno da urbanização.